# Vicente Cervantes
Vicente Cervantes Mendo (Ledrada, Salamanca; 17 de febrero de 1758 - México, 26 de julio de 1829) fue un médico y botánico español naturalizado mexicano.

## Biografía
Criado en Zafra se trasladó a Madrid para realizar sus estudios. Durante sus los mismos realizó prácticas en una botica de la Corte y en el Real Jardín Botánico de Madrid. Al licenciarse en farmacia obtuvo plaza de farmacéutico en el Hospital General de la capital.

### La expedición científica
Al poco tiempo el médico aragonés, Martín Sessé y Lacasta, comenzó a preparar una expedición científica a Nueva España (México). Esta expedición serviría para estudiar la naturaleza en la tierra e impulsar la enseñanza de las ciencias en aquel virreinato así como para actualizar los conocimientos del personal sanitario. Sessé fue nombrado director de la que fue oficialmente denominada Real Expedición Botánica a Nueva España e incluyó a Vicente Cervantes como experto en botánica. Otros participantes fueron el anatomista y cirujano José Longinos Martínez, los farmacéuticos Jaime Senseve y Juan Diego del Castillo, acompañados de dos jóvenes pintores, Vicente de la Cerda y Atanasio Echeverría y Godoy, de la Real Academia de San Carlos de las Nobles Artes, que ayudarían en las tareas de documentación. La finalidad de la expedición sería la de estudiar en el plazo de cinco años (1787-1803) la fauna, flora, minerales, accidentes geográficos y costumbres para lo que viajarían por todo el territorio.
La llegada de los españoles a la Nueva España fue acogida con algunos recelos por los científicos locales que no veían bien los aires reformistas y novedosos que venían de la metrópoli. Así, Cervantes mantuvo una fuerte polémica con José Antonio Alzate, uno de los sabios locales que no aceptaba el novedoso método de clasificación botánica de Carlos Linneo que ya había sido adoptado por los españoles. Cervantes se propuso difundir las nuevas ideas para lo que tradujo el Tratado de Química de Lavoisier y de esta forma unir dos importantes ramas de la ciencia: la Botánica y la Química. Las rivalidades entre Alzate y Cervantes terminaron por zanjarse y pronto iniciaron una fructífera colaboración.
Vicente Cervantes fue el fundador del Real Jardín Botánico en la capital mexicana, inaugurado el 1 de mayo de 1788 y en sus clases -pues llevaba aneja una cátedra de botánica dirigida por Cervantes- se formaron importantes científicos novohispanos, entre ellos José Mariano Mociño, que en 1789 se integró en la Expedición.
Partiendo de Ciudad de México se realizaron distintas excursiones que fueron aportando al Jardín Botánico materiales de todo tipo: plantas y animales disecados, láminas, dibujos, minerales, para ser estudiados y clasificados.
Cervantes compaginaba sus clases con sus trabajos de investigación y con la dirección de la botica del Hospital General de San Andrés, donde ejerció desde 1791 hasta 1809, año en el que abrió su propia botica en la calle del Relox. También durante estos años luchó sin éxito para que se establecieran en Nueva España los estudios universitarios de farmacia, estudios a los que se opuso el Tribunal del Protomedicato, que regía el establecimiento de las boticas y que propugnaba para los boticarios sobre todo conocimientos prácticos.
Con la independencia de México proclamada por Agustín Iturbide el 28 de septiembre de 1821 muchos españoles fueron expulsados por decreto, al no acatar dicha independencia, pero Vicente Cervantes quedó exento de dicho decreto en agradecimiento a los servicios científicos prestados. Vicente Cervantes siguió viviendo en México hasta 1829, año en el que murió.

## Eponimia
Género
- (Santalaceae) Cervantesia Ruiz & Pav.[4]

Especies, más de 60
- (Asteraceae) Dahlia cervantesii Lag. ex DC.[5]
- (Clusiaceae) Hypericum cervantesii Willd. ex Spreng.[6]
- (Cyatheaceae) Cyathea cervantesiana A.Rojas[7]
- (Iridaceae) Sisyrinchium cervantesii E.Mey. ex C.Presl[8]
- (Lauraceae) Misanteca cervantesii (Kunth) Lundell[9]
- (Moraceae) Ficus cervantesiana Standl. & L.O.Williams[10]
- (Orchidaceae) Cymbiglossum cervantesii (La Llave & Lex.) Halb.[11]
- (Sterculiaceae) Chiranthodendron cervantesii Brouss.[12]